# Шиленга
Шиленга — деревня в Великоустюгском районе Вологодской области.
Входит в состав Самотовинского сельского поселения, с точки зрения административно-территориального деления — в Самотовинский сельсовет.
Расстояние по автодороге до районного центра Великого Устюга — 12 км, до центра муниципального образования Новатора — 5 км. Ближайшие населённые пункты — Буньково, Одомчино, Гремячево.
По переписи 2002 года население — 4 человека.